# MI能源
MI能源控股有限公司（港交所：1555）是一家中國陸上石油公司，主要從事陸上石油勘探、開發及生產業務。

## 历史
MI能源由曾於中石油吉林油田分公司的張瑞霖在2001年成立。2010年12月，MI能源在香港進行公開招股，並引入中國華電集團及西京投資兩位基礎投資者。MI能源最終以招股價下限1.7元定價，股份在12月14日上市。

## 外部連結
- MI能源公司網頁 （页面存档备份，存于）
- MI能源招股章程 （页面存档备份，存于）